# Udręczeni
Udręczeni (ang. The Haunting in Connecticut) – amerykański horror psychologiczny, opowiadający o Matthewie Campbell, młodym mężczyźnie chorym na nowotwór złośliwy. Film był reklamowany jako oparty na faktach, jednak nie ma żadnych dowodów na to, że opisywane wydarzenia działy się naprawdę.

## Opis fabuły
Matt Campbell jest chory na raka. Kosztowna terapia w odległym Connecticut doprowadza rodzinę do granic wytrzymałości. Częste, dalekie wyprawy samochodem do szpitala źle wpływają na stan zdrowia chłopca, co wykańcza matkę Matta, Sarę. Dlatego rodzice Campbella decydują się wynająć tani dom niedaleko szpitala. W niedalekim czasie matka Matta znajduje wiktoriańską posiadłość i wynajmuje ją.
Budynek jednak nie bez powodu jest taki tani, bowiem kiedyś znajdował się tam zakład pogrzebowy. Przedsiębiorca pogrzebowy Aickman w piwnicy domu praktykował seanse spirytystyczne z przygotowanymi przez obcięcie powiek i malunki na ciałach zwłokami, które schowane były w domu i tym samym pozbawione należytego miejsca spoczynku. Aickmanowi pomagał w tych seansach Jonah - jego asystent i medium. W którymś momencie Jonah odmówił właścicielowi zakładu pogrzebowego dalszej pomocy w spotkaniach żywych ze zmarłymi i przypłacił to życiem. Dusze zmarłych osób uwięzione są na zawsze w tym domu i nie mogą zaznać wiecznego spokoju, o czym po latach przekonuje się Matt i jego rodzina.

## Obsada
- Virginia Madsen – Sara Campbell
- Kyle Gallner – Matt Campbell
- Martin Donovan – Peter Campbell
- Elias Koteas – pastor Nicholas Popescu
- Amanda Crew – Wendy
- Ty Wood – Billy Campbell
- Sophi Knight – Mary
- D.W. Brown – dr Brooks
- Will Woytowich – Policjant
- Erik J. Berg – Jonah
- John Bluethner – Ramsey Aickman